# Tell Rimah
Sauf précision contraire, les dates de cet article sont sous-entendues « avant l'ère commune » (AEC), c'est-à-dire « avant Jésus-Christ ».
Tell Rimah (Tall ar-Rimāḥ) est un site archéologique de la Mésopotamie antique, situé au nord-est du Jebel Sinjar, à une soixantaine de kilomètres à l'ouest de Mossoul. Il s'agit probablement à la période paléo-babylonienne de la ville de Qaṭṭara/Qatara, mais il demeure la possibilité que ce soit Karana, ces deux villes étant voisines. À l'époque néo-assyrienne, la ville se nomme Zamahe.
Il est repéré dès 1850 par Austen Henry Layard, fouilleur de Ninive et de Kalkhu. Mais il faut attendre 1964 pour qu'il soit fouillé, d'abord par une équipe anglo-américaine, puis après 1967 par une équipe anglaise seule, qui reste sur le site jusqu'en 1971.
Le tell est occupé dès la Préhistoire, mais ses niveaux les plus anciens n'ont pas été fouillés. Le bâtiment le plus ancien repéré sur le site date du début du IIe millénaire Il s'agit d'une bâtisse voûtée.

## Époque amorrite
À la période amorrite (2004-1595), Qaṭṭara est mentionné comme se trouvant sur la route commerciale reliant Assur à l'Anatolie. À l'époque connue par les textes de Mari (première moitié du XVIIIe siècle), cette ville fait partie d'un royaume auquel appartient aussi la ville de Karana. Son roi Hadnu-rabi réside dans le palais de Qaṭṭara. Il est un vassal de Samsi-Addu d'Ekallatum. À la mort de celui-ci, il perd Karana, qui est prise par Asqur-Addu, un descendant d'un ancien roi de cette ville, soutenu par le roi Zimri-Lim de Mari. Quand Hadnu-rabi meurt à son tour, Asqur-Addu étend sa domination sur Qaṭṭara, qu'il confie à un homme qui lui est fidèle, Aqba-Hammu, un devin, auquel il marie sa sœur Iltani.
Tell Rimah est alors protégé par un rempart de 600 mètres de diamètre. Au centre de l'enceinte se trouve une zone sacrée, dans laquelle se trouve le temple principal de la cité, sans doute dédié à Ishtar. Sa façade était décorée par des briques crues semi-engagées, reproduisant l'aspect des troncs de palmiers (comme pour le temple contemporain de Tell Leilan). Ce complexe palatial était surmonté par une ziggurat carrée de 40 mètres de côté. Au nord-est de cet édifice se trouvait le palais royal, qui a livré un ensemble de tablettes diplomatiques et administratives, notamment les archives de la reine Iltani.

## Époque médio-assyrienne
L'histoire de la ville après cette période est connue simplement par l'archéologie jusqu'à l'époque médio-assyrienne (v. 1350-1000). Tell Rimah est sans doute soumis un temps aux rois de Babylone, avant de tomber sous la coupe du Mitanni dans le troisième quart du IIe millénaire. Un grand bâtiment est construit sur l'ancien palais, et des résidences sont bâties à côté. Le temple est quant à lui toujours en fonctions. 
Vers le milieu du XIVe siècle, le royaume du Mitanni est battu par les Assyriens, qui soumettent alors la Haute-Mésopotamie, et Tell Rimah avec elle. Elle est intégrée dans la province de Karana, dont elle est soit la capitale soit une ville secondaire suivant le débat Karana/Qatara. Des tablettes administratives de cette époque ont été retrouvées dans des jarres à l'emplacement de l'ancien temple paléo-babylonien, correspondant à un édifice médio-assyrien dont la nature n'a pu être identifiée car il n'en restait plus grand chose. Ces tablettes sont datées des règnes de Salmanazar Ier et de son successeur Tukulti-Ninurta Ier (XIIIe siècle) et sont de nature privée, concernant les affaires commerciales et financières de notables assyriens implantés localement, avant tout des prêts de plomb et de grain (aussi parfois des oignons) ; quelques textes concernent le partage de propriétés foncières. Certaines tablettes concernant notamment des taxes ou le service dû à l’État (ilku) révèlent la présence d'une administration locale (le « palais »), dirigée depuis la capitale provinciale (pas forcément située à Tell Rimah), avec laquelle les familles locales sont en relations. 
Vers 1200, les Assyriens perdent pied dans la région, face aux attaques des Araméens notamment, et Tell Rimah périclite.

## Époque néo-assyrienne
Tell Rimah connaît une réoccupation partielle à l'époque néo-assyrienne (IXe – VIIe siècles). Avec le renouveau de l'expansion assyrienne, elle redevient un centre provincial important. La ville est renommée Zamahe, et fait partie de la province de Rasappa. Un gouverneur de celle-ci, Nergal-eresh, contemporain d'Adad-nerari III (811-743), construit un nouveau temple à côté de l'ancien, qu'il dédie à Adad. L'entrée de la cella du temple est soutenue par des piliers dont la base est décorée avec des lions sculptés. Une stèle retrouvée à côté de l'autel mentionne les hauts faits du roi Adad-nerari III et de Nergal-eresh.
Après l'effondrement de l'Assyrie à la fin du VIIe siècle, le site perd de l'importance, avant d'être finalement abandonné.